# Ed Grady
Pour les articles homonymes, voir Grady.
Ed Grady est un acteur américain né le 31 aout 1923 à Kinston (Caroline du Nord) et mort le 10 décembre 2012 à Columbia (Caroline du Sud).

## Filmographie
- 1979 : Wolfman : révérend Leonard
- 1980 : The Last Game : John Gant
- 1980 : Lady Grey : Hubbard Jackson
- 1983 : Chiefs (en) (feuilleton TV) : Melvin Thomas
- 1983 : Reuben, Reuben, ou la vie d'artiste (Reuben, Reuben) : Dr Ormsby
- 1985 : D.A.R.Y.L. : Mr. Bergen
- 1986 : Florida Straits (TV) : Lenny
- 1986 : Les Derniers beaux jours (As Summers Die) (TV) : Boudreaux
- 1987 : From the Hip de Bob Clark : Baxter
- 1988 : Born to Race : Paul
- 1989 : Chattahoochee : Stream Of Conciousness Man
- 1989 : La Destinée de Mademoiselle Simpson (Cold Sassy Tree) (TV) : Dr. Slaughter
- 1989 : Black Rainbow : Editor, Geoff McBain
- 1990 : Modern Love (en)
- 1990 : Escape : Hobo #1
- 1990 : La Servante écarlate (The Handmaid's Tale) : Old Man
- 1990 : The Lost Capone (TV) : Sam Ellroy
- 1990 : Sudie and Simpson (TV) : Mr. Daniel Crowder, Simpson's Employer
- 1991 : Jamais sans ma fille (Not Without My Daughter) : Grandpa
- 1991 : Rage (Paris Trout) (TV) : Judge Travis
- 1991 : The Perfect Tribute (TV) : Doctor Stone
- 1991 : Le Missionnaire du mal (Night of the Hunter) (TV) : Walt
- 1991 : Meurtre entre chiens et loup (In the Line of Duty: Manhunt in the Dakotas) (TV) : Ben Hastings
- 1991 : Wild Hearts Can't Be Broken : Preacher
- 1991 : White Lie (TV) : Floyd Walker
- 1991 : The Rough South of Harry Crews (TV) : Narrator
- 1992 : The Nightman (TV) : Graves
- 1992 : Jeux d'adultes (Consenting Adults) : Mr. Watkins
- 1993 : Taking Liberty
- 1993 : Les Démons du maïs 2 : Le Sacrifice final (Children of the Corn II: The Final Sacrifice) : Dr. Richard Appleby
- 1993 : Queen (feuilleton TV) : Doctor
- 1993 : L'Enfance mise à prix (Stolen Babies) (TV) : Abe Walbauer
- 1993 : Sous la menace d'un père (Deadly Relations) (TV) : Judge Carr
- 1993 : To Dance with the White Dog (TV) : Herman Morris
- 1993 : Scattered Dreams (TV) : State Judge
- 1994 : L'As des aventuriers: Bandit au Far West (Bandit: Bandit Goes Country) (TV) : Preacher
- 1994 : The Yearling (TV) : Doc Wilson
- 1994 : Oldest Living Confederate Widow Tells All (TV) : Robert E. Lee
- 1994 : Le Cadeau du ciel (A Simple Twist of Fate) : Judge Marcus
- 1994 : Against Her Will: The Carrie Buck Story (TV) : Chief director
- 1995 : Tad (TV)
- 1995 : Children of the Corn III : Richard Appleby
- 1995 : A Horse for Danny (TV) : Mr. Baynes
- 1996 : Une dette mortelle (Deadly Pursuits) (TV) : Albert Chartrain
- 1996 : The Summer of Ben Tyler (TV) : Dr. Ringgold
- 1997 : Old Man (TV)
- 1997 : La Deuxième chance (First Time Felon) (TV) : Johnny the Farmer
- 1997 : Lolita : Dr. Melinik
- 1997 : Miracle in the Woods (TV)
- 1999 : Morgan's Ferry : Ferry Master
- 2002 : Amitié dangereuse (New Best Friend) : Alicia's Doctor
- 2004 : Tackle Box : Husband
- 2004 : N'oublie jamais (The Notebook) : Harry